# 梅肯 (密西西比州)
梅肯（Macon）位于美国密西西比州东部，是诺克苏比县的县治。
根据2000年美国人口普查，共有2,461人，其中非裔美国人占67.33%、白人占31.49%。